# South San Francisco
South San Francisco è una città (city) degli Stati Uniti d'America, situata nella contea di San Mateo dello Stato della California. Nel censimento del 2010 contava 63.632 abitanti.